# Hracholusky (Úlice)
Hracholusky jsou vesnice, část obce Úlice v okrese Plzeň-sever v Plzeňském kraji. Nachází se asi tři kilometry severovýchodně od Úlice. Je zde evidováno 261 adres. V roce 2011 zde trvale žilo 103 obyvatel.
Hracholusky leží v katastrálním území Hracholusky nade Mží o rozloze 2,47 km².

## Historie
První písemná zmínka o vesnici pochází z roku 1415.

## Obyvatelstvo
| Rok            | 1869 | 1880 | 1890 | 1900 | 1910 | 1921 | 1930 | 1950 | 1961 | 1970 | 1980 | 1991 | 2001 | 2011 | 2021 |
| -------------- | ---- | ---- | ---- | ---- | ---- | ---- | ---- | ---- | ---- | ---- | ---- | ---- | ---- | ---- | ---- |
| Počet obyvatel | 167  | 113  | 111  | 112  | 110  | 117  | 140  | 96   | 99   | 89   | 73   | 42   | 50   | 103  | 91   |
| Počet domů     | 19   | 20   | 13   | 19   | 15   | 15   | 20   | 48   | 19   | 20   | 20   | 17   | 15   | 26   | 19   |

## Obecní správa
Při sčítání lidu v roce 1869 Hracholusky byly osadou obce Dolany v okrese Stříbro. V letech 1880–1921 byly osadou obce Rájov v okrese Stříbro. V letech 1930–1950 byly samostatnou obcí v okrese Stříbro. Od roku 1964 jsou částí obce Úlice v okrese Plzeň-sever.

## Pamětihodnosti
- Socha svatého Jana Nepomuckého
- Raně barokní kaple svatého Diviše z roku 1682[10] či 1687[11]
- Na západním konci vesnice stojí zbytky hospodářského dvora a hracholuského zámku. Jeho jediným pozůstatkem je budova nového zámku ze druhé poloviny devatenáctého století, protože sousední starší barokní dům byl zbořen na přelomu let 2012 a 2013.[12]